# アルゼンチン・オープン
アルゼンチン・オープン（Argentina Open）は、アルゼンチン・ブエノスアイレスで毎年2月に開催されるATPツアー250のテニス大会。かつては南アメリカ国際選手権や南アメリカオープン、コパAT&T、コパ・テルメックス、コパ・クラロとも呼ばれていた。

## 歴代優勝者

### シングルス
| 年        | 優勝者                         | 準優勝者                     | スコア                      |
| --------- | ------------------------------ | ---------------------------- | --------------------------- |
| 2025      | ジョアン・フォンセカ           | フランシスコ・セルンドロ     | 6-4, 7-6(7-1)               |
| 2024      | ファクンド・ディアス・アコスタ | ニコラス・ジャリー           | 6-3, 6-4                    |
| 2023      | カルロス・アルカラス           | キャメロン・ノリー           | 6-3, 7-5                    |
| 2022      | キャスパー・ルード             | ディエゴ・シュワルツマン     | 5-7, 6-2, 6-3               |
| 2021      | ディエゴ・シュワルツマン       | フランシスコ・セルンドロ     | 6-1, 6-2                    |
| 2020      | キャスパー・ルード             | ペドロ・ソウザ               | 6-1, 6-4                    |
| 2019      | マルコ・チェッキナート         | ディエゴ・シュワルツマン     | 6-1, 6-2                    |
| 2018      | ドミニク・ティーム             | アルヤジ・ベデネ             | 6-2, 6-4                    |
| 2017      | アレクサンドル・ドルゴポロフ   | 錦織圭                       | 7-6(7-4), 6-4               |
| 2016      | ドミニク・ティーム             | ニコラス・アルマグロ         | 7-6(7-2), 3-6, 7-6(7-4)     |
| 2015      | ラファエル・ナダル             | フアン・モナコ               | 6-4, 6-1                    |
| 2014      | ダビド・フェレール             | ファビオ・フォニーニ         | 6-4, 6-3                    |
| 2013      | ダビド・フェレール             | スタン・ワウリンカ           | 6-4, 3-6, 6-1               |
| 2012      | ダビド・フェレール             | ニコラス・アルマグロ         | 4-6, 6-3, 6-2               |
| 2011      | ニコラス・アルマグロ           | フアン・イグナシオ・チェラ   | 6-3, 3-6, 6-4               |
| 2010      | フアン・カルロス・フェレーロ   | ダビド・フェレール           | 5-7, 6-4, 6-3               |
| 2009      | トミー・ロブレド               | フアン・モナコ               | 7-5, 2-6, 7-6(7-5)          |
| 2008      | ダビド・ナルバンディアン       | ホセ・アカスソ               | 3-6, 7-6(7-5), 6-4          |
| 2007      | フアン・モナコ                 | アレッシオ・ディ・マウロ     | 6-1, 6-2                    |
| 2006      | カルロス・モヤ                 | フィリッポ・ボランドリ       | 7-6(8-6), 6-4               |
| 2005      | ガストン・ガウディオ           | マリアノ・プエルタ           | 6-4, 6-4                    |
| 2004      | ギリェルモ・コリア             | カルロス・モヤ               | 6-4, 6-1                    |
| 2003      | カルロス・モヤ                 | ギリェルモ・コリア           | 6-3, 4-6, 6-4               |
| 2002      | ニコラス・マスー               | アグスティン・カレリ         | 2-6, 7-6(7-5), 6-2          |
| 2001      | グスタボ・クエルテン           | ホセ・アカスソ               | 6-1, 6-3                    |
| 1996–2000 | 開催なし                       | 開催なし                     | 開催なし                    |
| 1995      | カルロス・モヤ                 | フェリックス・マンティーリャ | 6-0, 6-3                    |
| 1994      | アレックス・コレチャ           | ハビエル・フラナ             | 6-3, 5-7, 7-6(7-3)          |
| 1993      | カルロス・コスタ               | アルベルト・ベラサテギ       | 3-6, 6-1, 6-4               |
| 1989–1992 | 開催なし                       | 開催なし                     | 開催なし                    |
| 1988      | ハビエル・サンチェス           | ギリェルモ・ペレス＝ロルダン | 6-2, 6-4                    |
| 1987      | ギリェルモ・ペレス＝ロルダン   | ジェイ・バーガー             | 3-2 途中棄権                |
| 1986      | ジェイ・バーガー               | フランコ・ダビン             | 6-3, 6-3                    |
| 1985      | マルティン・ハイテ             | ディエゴ・ペレス             | 6-4, 6-2                    |
| 1983–1984 | 開催なし                       | 開催なし                     | 開催なし                    |
| 1982      | ギリェルモ・ビラス             | アレハンドロ・ガンザバル     | 6-2, 6-4                    |
| 1981      | イワン・レンドル               | ギリェルモ・ビラス           | 6-2, 6-2                    |
| 1980      | ホセ・ルイス・クレルク         | ロルフ・ゲーリング           | 6-7, 2-6, 7-5, 6-0, 6-3     |
| 1979      | ギリェルモ・ビラス             | ホセ・ルイス・クレルク       | 6-1, 6-2, 6-2               |
| 1978      | ホセ・ルイス・クレルク         | ビクトル・ペッチ             | 6-4, 6-4                    |
| 1977-2    | ギリェルモ・ビラス             | ハイメ・フィヨル             | 6-4, 6-4                    |
| 1977-1    | ギリェルモ・ビラス             | ヴォイチェフ・フィバク       | 6-4, 6-3, 6-0               |
| 1976      | ギリェルモ・ビラス             | ハイメ・フィヨル             | 6-2, 6-2, 6-3               |
| 1975      | ギリェルモ・ビラス             | アドリアーノ・パナッタ       | 6-1, 6-4, 6-4               |
| 1974      | ギリェルモ・ビラス             | マニュエル・オランテス       | 6-3, 0-6, 7-5, 6-2          |
| 1973      | ギリェルモ・ビラス             | ビョルン・ボルグ             | 3-6, 6-7, 6-4, 6-6 途中棄権 |
| 1972      | カール・メイラー               | ギリェルモ・ビラス           | 6-7, 2-6, 6-4, 6-4, 6-4     |
| 1971      | ゼリコ・フラヌロビッチ         | イリ・ナスターゼ             | 6-3, 7-6, 6-1               |
| 1970      | ゼリコ・フラヌロビッチ         | マニュエル・オランテス       | 6-4, 6-2, 6-0               |
| 1969      | フランソワ・ジョフレー         | ゼリコ・フラヌロビッチ       | 3-6, 6-2, 6-4, 6-3          |
| 1968      | ロイ・エマーソン               | ロッド・レーバー             | 9-7, 6-4, 6-4               |
| 1967      | クリフ・リッチー               | ホセ・エジソン・マンダリノ   | 7-5, 6-8, 6-3, 6-3          |
| 1966      | クリフ・リッチー               | トーマス・コッホ             | 6-3, 6-2, 2-6, 6-0          |

### ダブルス
| 年        | 優勝者                                                | 準優勝者                                              | 決勝結果                |
| --------- | ----------------------------------------------------- | ----------------------------------------------------- | ----------------------- |
| 2020      | マルセル・グラノリェルス オラシオ・セバジョス         | ギジェルモ・ドゥラン フアン・イグナシオ・ロンデロ     | 6-4, 5-7, [18-16]       |
| 2019      | マキシモ・ゴンサレス オラシオ・セバジョス             | ディエゴ・シュワルツマン ドミニク・ティーム           | 6-1, 6-1                |
| 2018      | アンドレス・モルテニ オラシオ・セバジョス             | フアン・セバスティアン・カバル ロベルト・ファラ       | 6-3, 5-7, [10-3]        |
| 2017      | フアン・セバスティアン・カバル ロベルト・ファラ       | サンティアゴ・ゴンサレス ダビド・マレーロ             | 6-3, 6-0                |
| 2016      | フアン・セバスティアン・カバル ロベルト・ファラ       | イニゴ・セルバンテス パオロ・ロレンツィ               | 6-1, 6-4                |
| 2015      | ヤルコ・ニエミネン アンドレ・サ                       | パブロ・アンドゥハール オリバー・マラチ               | 4-6, 6-4, [10-7]        |
| 2014      | マルセル・グラノリェルス マルク・ロペス               | パブロ・クエバス オラシオ・セバジョス                 | 7-5, 6-4                |
| 2013      | シモーネ・ボレッリ ファビオ・フォニーニ               | ニコラス・モンロー シモン・シュタドラー               | 6-3, 6-2                |
| 2012      | ダビド・マレーロ フェルナンド・ベルダスコ             | ミハル・メルティナク アンドレ・サ                     | 6-4, 6-4                |
| 2011      | オリバー・マラチ レオナルド・マイエル                 | フランコ・フェレイロ アンドレ・サ                     | 7-6(8-6), 6-3           |
| 2010      | セバスティアン・プリエト オラシオ・セバジョス         | シモン・グロイル ピーター・ルクザック                 | 7-6(7-4), 6-3           |
| 2009      | マルセル・グラノリェルス アルベルト・マルティン       | ニコラス・アルマグロ サンティアゴ・ベントゥーラ       | 6-3, 5-7, [10-8]        |
| 2008      | アグスティン・カレリ ルイス・オルナ                   | ヴェルナー・エシャウアー ピーター・ルクザック         | 6-0, 6-7(6-8), [10-2]   |
| 2007      | セバスティアン・プリエト マルティン・ガルシア         | ルーベン・ラミレス・イダルゴ アルベルト・モンタニェス | 6-4, 6-2                |
| 2006      | フランティシェク・チェルマク レオシュ・フリエドル     | ヴァシリス・マザラキス ボリス・パサンスキー           | 6-1, 6-2                |
| 2005      | フランティシェク・チェルマク レオシュ・フリエドル     | ホセ・アカスソ セバスティアン・プリエト               | 6-2, 7-5                |
| 2004      | ルーカス・アーノルド・カー マリアノ・オード           | フェデリコ・ブラウン ディエゴ・ベロネッリ             | 7-5, 6-7(2-7), 6-4      |
| 2003      | マリアノ・オード セバスティアン・プリエト             | ルーカス・アーノルド・カー ダビド・ナルバンディアン   | 6-2, 6-2                |
| 2002      | ガストン・エトリス マルティン・ロドリゲス             | シーモン・アスペリン アンドリュー・クラッツマン       | 3-6, 6-3, [10-4]        |
| 2001      | ルーカス・アーノルド・カー トマス・カーボネル         | マリアノ・オード セバスティアン・プリエト             | 5-7, 7-5, 7-6(7-5)      |
| 1996–2000 | 開催なし                                              | 開催なし                                              | 開催なし                |
| 1995      | ビンセント・スペイディア クリスト・バン・レンスバーグ | イジー・ノバク ダヴィッド・リクル                     | 6-3, 6-3                |
| 1994      | セルヒオ・カサル エミリオ・サンチェス                 | トマス・カーボネル フランシスコ・ロイグ               | 6-3, 6-2                |
| 1993      | トマス・カーボネル カルロス・コスタ                   | セルヒオ・カサル エミリオ・サンチェス                 | 6-4, 6-4                |
| 1989–1992 | 開催なし                                              | 開催なし                                              | 開催なし                |
| 1988      | カルロス・コスタ ハビエル・サンチェス                 | エドゥアルド・ベンゴエチェア ホセ・ルイス・クレルク   | 6-3, 3-6, 6-3           |
| 1987      | セルヒオ・カサル トマス・カーボネル                   | ジェイ・バーガー オラシオ・デ・ラ・ペーニャ           | 不戦勝                  |
| 1986      | Loïc Courteau ホルスト・スコッフ                      | グスタボ・ルザ Gustavo Tiberti                        | 3-6, 6-4, 6-3           |
| 1985      | マルティン・ハイテ クリスティアン・ミヌッシ           | エドゥアルド・ベンゴエチェア ディエゴ・ペレス         | 6-4, 6-3                |
| 1983–1984 | 開催なし                                              | 開催なし                                              | 開催なし                |
| 1982      | ハンス・キャリー Zoltan Kuharszky                     | アンヘル・ヒメネス マニュエル・オランテス             | 7-5, 6-2                |
| 1981      | マルコス・オセヴァール ジョアン・ソアレス             | アルバロ・フィジョール ハイメ・フィヨル               | 7-6, 6-7, 6-4           |
| 1980      | ハンス・ギルデマイスター アンドレス・ゴメス           | アンヘル・ヒメネス ハイロ・ベラスコ・シニア           | 6-4, 7-5                |
| 1979      | トマシュ・スミッド シャーウッド・スチュワート         | マルコス・オセヴァール ジョアン・ソアレス             | 6-1, 7-5                |
| 1978      | クリス・ルイス バン・ウィニツキー                     | ホセ・ルイス・クレルク ベルス・プラヨー               | 6-4, 3-6, 6-0           |
| 1977-2    | イオン・ ティリアック ギリェルモ・ビラス              | リカルド・カノ アントニオ・ムノツ                     | 6-4, 6-0                |
| 1977-1    | ヴォイチェフ・フィバク イオン・ ティリアック          | リト・アルバレス ギリェルモ・ビラス                   | 7-5, 0-6, 7-6           |
| 1976      | カルロス・キルメイヤー ティト・バスケス               | リカルド・カノ ベルス・プラヨー                       | 6-4, 7-5                |
| 1975      | パオロ・ベルトルッチ アドリアーノ・パナッタ           | ユルゲン・ファスベンダー ハンス＝ユルゲン・ポーマン   | 7-6, 6-7, 6-4           |
| 1974      | マニュエル・オランテス ギリェルモ・ビラス             | クラーク・グレーブナー トーマス・コッホ               | 6-4, 6-3                |
| 1973      | リカルド・カノ ギリェルモ・ビラス                     | パトリシオ・コルネヨ イワン・モリナ                   | 7-6, 6-3                |
| 1972      | 開催なし                                              | 開催なし                                              | 開催なし                |
| 1971      | ゼリコ・フラヌロビッチ イリ・ナスターゼ               | パトリシオ・コルネヨ ハイメ・フィヨル                 | 6-4, 6-4                |
| 1970      | ボブ・カーマイケル レイ・ラッフェルズ                 | ゼリコ・フラヌロビッチ ヤン・コデシュ                 | 7-5, 6-2, 5-7, 6-7, 6-3 |
| 1969      | パトリシオ・コルネヨ ハイメ・フィヨル                 | ロイ・エマーソン フルー・マクミラン                   | 不戦勝                  |
| 1968      | 開催なし                                              | 開催なし                                              | 開催なし                |